# 富营养化

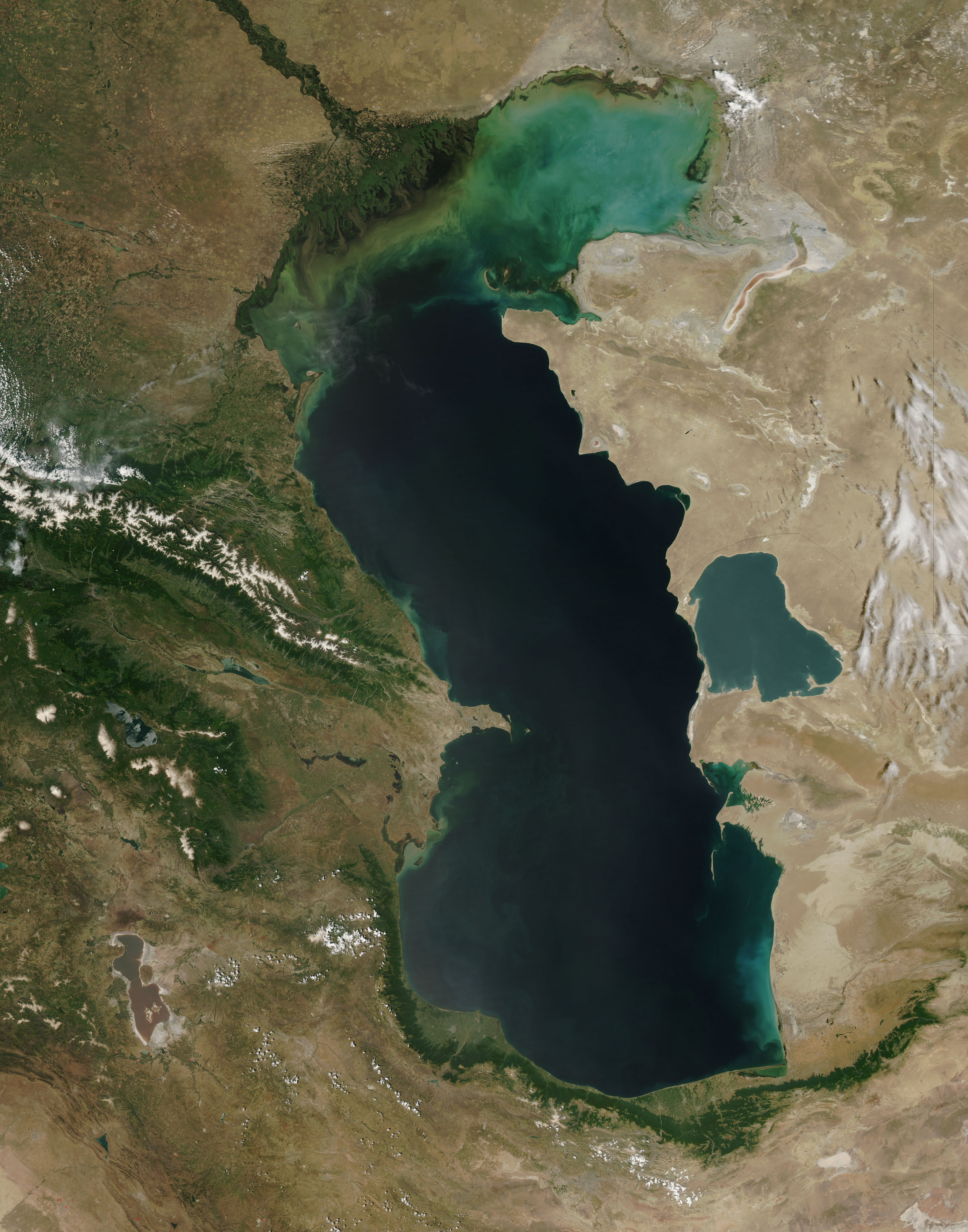
水体富营养化令裏海北部的水質明顯地變得混濁。

優養化（英語：Eutrophication），又稱作富營養化，是指湖泊、河流、水库等水体中氮、磷等植物营养物质含量过多所引起的水质污染现象。由于水体中氮、磷营养物质的富集，引起藻类及其他浮游生物的迅速繁殖，使水体溶解氧含量下降，造成植物、水生物和鱼类衰亡甚至绝迹的污染现象。

## 簡介
水体出现富营养化时主要表现为浮游生物的大量繁殖，因占优势的浮游生物的不同而水面往往呈现出蓝色、红色、棕色和乳白色等。在江河、湖泊和水库中称为，在海洋中称为“赤潮”。

## 环境危害
水体富营养化破坏了水体原有的生态系统的平衡。若水体中光合作用生成有机物的速度与呼吸作用消耗有机物的速度基本相等时，藻类在水体中有机物的生长远大于其消耗，使有机物积蓄起来。这将造成： 
1. 促进细菌类微生物的繁殖，一系列异养生物的食物链都会有所发展，水体中耗氧量将大大增加。
2. 藻类只在水体表层能接受阳光的范围内生长，并排出氧气，在深层的水中就无法进行光合作用而出现耗氧，在夜间或阴天也耗氧。藻类的死亡和沉淀都把有机物转入深层或底层水中，那里将聚集大量待分解的有机物，但却没有足够的溶解氧供应，则变为厌氧分解状态，使大量的厌氧细菌繁殖起来。
3. 无机氮的富集，开始使硝化细菌繁殖，大量消耗溶解氧，在缺氧状态下，又会转为反硝化过程。这样在底层将出现呼吸消耗有机物速度远远快于光合作用生成有机物速度的腐化污染状态，并逐步向表层发展，严重时可使一部分水体完全变为腐化区。
4. 一片水域所涵容的養分，隨著時間逐漸增加的一種現象和過程。
5. 優養化本來是水域自然生態系必然的演替過程：一片水域在形成後，隨著歲月的增長，水域中的養分會越來越多，而且水會越變越淺，到最終變成沼澤或陸地，像這種自然消長過程，即屬優養化。
6. 水域的污染加速了優養化現象：優養化的營養源大多來自於施肥過度的農地，或都市污水中的清潔劑或有機物產生的。家庭廢水、抽水馬桶的排放水與非肥皂及合成肥料都含有很高的磷化物和硝酸鹽類，當水中氮化物和磷酸鹽類的濃度增高時，藻類就可以大量繁殖，造成所謂的「藻華」。因為藻類大量繁殖也會伴隨大量死亡，這些藻類屍體在腐爛分解的過程中會用盡水中的氧氣，使棲息在那裡的魚族會因窒息而死亡，再者形成藻華的藍綠藻往往是群體狀或絲狀，這些不是濾食性魚類的食物，因此使水域生態系中的食物看似很豐富，但卻有不少魚類是因為飢餓或窒息而死，這就是所謂的「紅潮」，也是「藻華」的後遺症。
7. 優養化帶來的問題：有藻類的大量死亡，湖泊內的氧氣降低，水中的魚蝦無法生存，破壞了自然生態的平衡。水質會因氧氣的缺少而發臭。若是將湖泊內的水做為飲用水，則將提高處理成本，增加消毒用量，同時造成飲用水質的安全危害人體健康。
8. 專家研究水質淨化：除了要避免上述的各種污染外，種植「培地茅」是個有效的方法，培地茅的龐大根系，同時植物本身對於氮與磷兩元素有極高的吸收利用性，對於清除水體中的氮、磷元素有極大的應用價值。配合目前正發展的人造溼地系統，培地茅的水生特性可充分地應用在這些系統中，發揮淨化水質的功能。

## 資料來源
1. ↑  . 國家教育研究院資訊網.   [2014-08-22]. （原始内容存档于2020-08-21） （中文（繁體））.